# Schottenfelder Realschule

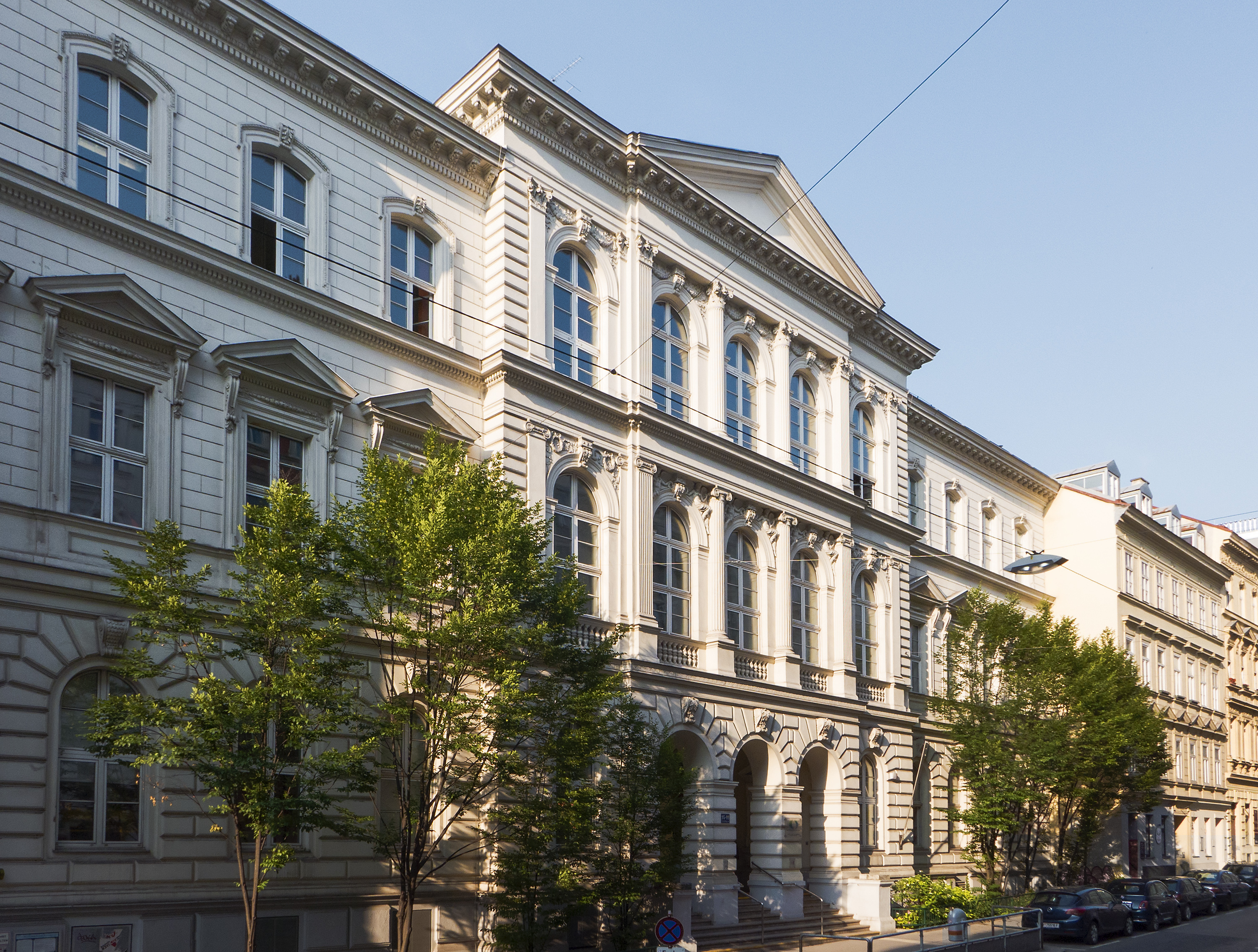
Schottenfelder Realschule

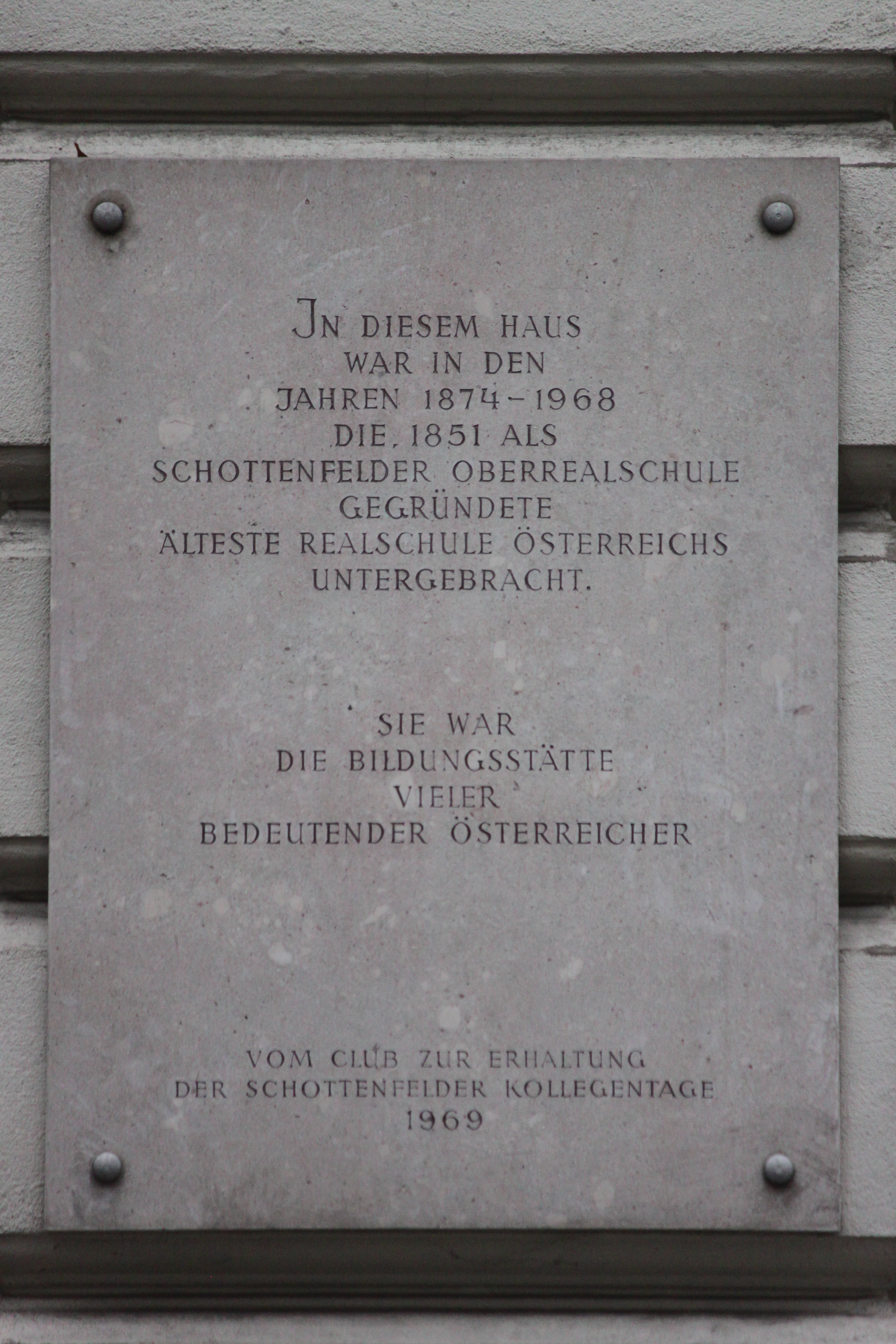
Gedenktafel an der Hauptfront

Die Schottenfelder Realschule bestand von 1874 bis 1968 in der Neustiftgasse im Bezirksteil Schottenfeld im 7. Wiener Gemeindebezirk Neubau. Das Schulgebäude wird seit 1964 vom Musikgymnasium Wien genutzt und steht unter Denkmalschutz (Listeneintrag).

## Geschichte
1770 wurde eine Real-Handlungs-Akademie in der Inneren Stadt auf Stoß im Himmel Nr. 3 gegründet und befand sich von 1775 bis 1815 im Annakloster auf Annagasse 3. Ab 1851 bestand die Schottenfelder Oberrealschule auf Westbahnstraße 25 und übersiedelte 1874 bis zur Schließung 1968 als Schottenfelder Realschule in die Neustiftgasse 95–99.

## Bekannte ehemalige Lehrer
- Franz Čižek (1865–1946), österreichischer Maler, Designer und Kunsterzieher

## Bekannte ehemalige Schüler
- Fritz Lang (1890–1976), österreichisch-deutsch-amerikanischer Filmregisseur, Drehbuchautor und Schauspieler